# Fascio Operaio
Il Fascio Operaio fu un'associazione clandestina di liberi pensatori.

## Storia
Fu fondata nella trattoria delle Tre Zucchette a Bologna il 27 novembre 1871 da un novero di ex garibaldini veterani della campagna di Francia capeggiato da Erminio Pescatori.
Lo scopo dell'associazione era l'emancipazione del popolo dall'ignoranza e dalla povertà. Al Fascio Operaio aderirono fin dall'inizio Giuseppe Garibaldi e un giovane Andrea Costa.
Il Fascio Operaio fu la prima sezione emiliana della Associazione Internazionale dei Lavoratori. Come segretario fu designato il Pilade di Costa Alceste Luigi Faggioli e la sede posta in via Castiglione 1137, al secondo piano di Palazzo Pepoli. L'associazione già alla fine dell'anno raccolse oltre 500 soci, il 27 dicembre uscì il primo numero del settimanale Il Fascio operaio diretto da Erminio Pescatori mentre il primo congresso regionale si tenne a Bologna dal 17 al 21 marzo 1872.
Con queste parole il Faggioli descrisse la sua idea di associazionismo operaio:
Noi (del Fascio Operaio) abbiamo costituito sezioni di mestieri, per esempio sezione fabbri, muratori, cappellai ecc. Tutte queste sezioni avendo interessi diversi si riuniscono separatamente per trattare i loro affari. Però le singole sezioni sono strette dal vincolo economico, cosicché se i cappellai fanno uno sciopero le altre sezioni li aiutano col danaro; in tal modo sono profittevoli gli scioperi e nello stesso tempo si avvezzano le masse alle rivoluzioni. Noi aspettando quel giorno non vogliamo che il proletariato stenti ma intanto fruisca dei vantaggi maggiori che dallo sciopero e dall'associazione derivano.